# Ashley Ausburn
Ashley Catherine Ausburn (Atlanta, 10 april 1998) is een Amerikaans jeugdactrice. Ze heeft een rol gehad in iCarly en heeft net twee projecten afgerond, namelijk The Ugly Truth en The B.A.M.N. Squad.

## Filmografie
- The Ugly Truth (2009)
- The B.A.M.N. Squad (2008)
- An American Girl: Chrissa Stands Strong (2009)
- The Human Contract (2008)
- You Don't Mess with the Zohan (2008)
- My Name Is Earl (2008)
- Hobgoblins 2 (2008)
- iCarly (2007)
- Choose Connor (2007)
- The Tyra Banks Show (2007)